# Baníwa do Içana
Baníwa do Içana ().- Grupa indijanskih plemena porodice Arawakan nastanjena u brazilskoj državi Amazonas  na srednjem toku rijeke Içana i Ayarí i susjednim predjelima Venezuele i Kolumbije. Baniwa su u Brazilu naseljeni u 93 naselja s oko 15,000 (2000.; 4,026 u Brazilu). Sela na brazilskoj strani smještena su uz srednju i donju Içanu, te na rijekama Cubate, Cuiari i Aiari. Svojih zajednica imaju i na gornjem Rio Negru kao i u gradovima São Gabriel, Santa Isabel and Barcelos. Najbrojniju su na gornoj Içana Kuripako (1,115). Prvi dokumentirani izvještaji o njima govore o njihovom savezu s Caverre Indijancima, jednom Piapoco grupom s rijeke Guaviare na početku 18. stoljeća, koja je nastala zbog obrane od Kariba koji su hvatali robove za Španjolce. Baniwa se spominju i u portugalskim izvještajima iz istog perioda kao robovi koje su hvatali, čini se, Manao Indijanci sa srednjeg Rio Negra u godinama između 1740. i 1755., dio ih je odvođen u Belem. 
Od kraja 18. stoljeća portugalske i španjolske kolonije propadaju, što Indijancima omogućava da se oporave i reorganiziraju. Počinju se vraćati u staru domovinu na rijeku Içana gradeći nova društva. Tridesetih godina 19. stoljeća javljaju se trgovci i počinju sa stalnim poslom na gornjem Rio Negru. Mnogi ovi trgovci bijahu kabokli koji su mnoge godine proveli po indijanskim selima ili pak radili u elitnim obiteljima u Manausu. 

## Društvena organizacija
Današnje Baniwa-društvo satoji se od raznih bandi kao što su Dzawí-minanei ili Huhuteni. Huhuteni su podijeljeni na 5 još manjih grupa koje znamo kao Maulieni, Mulé dakenai, Hohodene, Adzanene, i “mlađu braću od Adzanena" Alidali dakenai, čiji su preci bili 'rođeni' u epohi stvaranja. Prvi bijahu rođeni Maulieni, 'djedovi Huhutena', oni su očistili tlo gdje će drugi biti rođeni. Drugi bijahu Mulé-dakenai, starija braća Huhutena, oni su uredili klupe na koje će sjesti svi što dođu u ceremonijalnu sobu. Oni su glavna grupa Huhutena. Treći su Huhuteni, oni su 'djeca sunca', ratnička klasa s najvišim rangom u hijerarhiji. Četvrti tek dolaze Adzanene i nakon njih bit će rođeni njihova mlađa braća Alidali dakenai. 
Kod grupe Walipere-dakenai također nalazimo više manjih grupa: Tuke-dakenai, Kutherueni, i još neki što više ne postoje. Walipere-dakenai zauzimaju najviši rang u hijerarhiji čiji je model konceptualiziran, u odnosu među bandama, kakav imaju skupina zvijezda u konstelaciji Plejada.  Walipere-dakenai čine 'glavu' konstelacije i nisu najstarija 'braća'. U Dzawi-Mnanei ili Dzauinai Indijanaca čije ime znači jaguarov narod'; people of the jaguar) bande Kadapolithana, Liedawiene, Dzauinai, i brojni drugi model su tijela jaguara u kojemu Dzauinai predstavljaju 'glavu'. 
Baniwa društvo je patrilinearno. Jezgru zajednice čine braća koji su potomci utemeljitelja obitelji, čine je zajedno sa svojim obiteljima. Očuvala se fratrijska egzogamija i uglavnmom su monogamni, uz iznimke. 

## Privreda
Dvije glavne aktivnosti Baniwa su hortikultura i ribolov, ekonomski su najvažnije. Dobri su poznavaoci šume, i svaki Indijanac znat će gdje je najbolje mjesto da se sadi zemlja, pronađe voće, ili gdje je pogodno za lov.

## Kozmologija
U Baniwa-kozmologiji svemir je povezan s raznim božanstvima i duhovima i 'drugim ljudima'. Prema Huhutene tradiciji kozmos se sastoji od 4 razine, to su: Wapinakwa ('mjesto naših kostiju' "the place of our bones"), Hekwapi ('ovaj svijet "this world"), Apakwa Hekwapi ('drugi svijet' "the other world") i Apakwa Eenu ('nebo drugog svijeta' "the sky of the other world").
Neke druge elaboracije su mnogo kompleksnije, univerzum se sastoji od 25 slojeva, 12 je ispod zemlje i 12 iznad. Na svakoj razini žive 'ljudi' koji se razlikuju različitim karakteristikama (ljudi obojeni crveno, ljudi s velikim ustima, etc.). Na razini iznad našeg svijeta žive razni duhovi kao duhovi-ptice; Gospodar bolesti, Kuwai; Dzulíferi, Gospodar šamanovog burmuta ' pariká' i duhana; i konačno prvotni stvaralac Nhiãperikuli (bukvalno 'bog'), izvor je svakog izlječenja. S njim živi i njegov ljubimac orao-harpija, Kamathawa.

## Religija
Baniwa-religija tradicionalno je temeljena na mitologiji i ritualima o prvim precima koje simboliziraju svete flaute i trumpeti. Središnju važnost ima šamanizam (vračevi i pjevači-pjesama ili čuvari pjesama) i mnogobrojne vrste plesnih rituala, zvanih pudali, vezanih uz sezonske cikluse i sazrijevanje šumskog voća. 
Rituali inicijacija održavaju se tokom prvih kiša i sazrijevanja šumskog voća. Tada se dječaci i djevojčice između 10 i 13 godina spremaju da prime znanje o prirodi svijeta. Ženama je apsolutno zabranjeno, kao i neiniciranima, da vide svete flaute i trumpete.

## Plemena i lokalne skupine
Njihove razne skupine služe se s više dijalekata. Sjeverna grana Baníwa poznata je kao Avani. Predstavnici su:
- Adzáneni (Tatu-tapuya, Adyánene, Adzaneni, Andyána, Andyánene, Tatú-tapúya; Armadillo-people).- Amazonas (Brazil).
- Akutí-tapúya (Awádzurunai)
- Baniwa (Baniva, Vaniva, Walimanai).-  Amazonas (Venezuela); Po Wrightu njihove skupine u Kolumbiji zovu se Curripaco, i proces su kolonizacije.[1]
- Buia-Tapuya (Snake-people); možda Dzureme[2]
- Curripaco (Koripaka, Kuripaka, Coripaca) .- ?  Vaupés, Guainia, (Colombia).
- Hohodene (Huhúteni).- Amazonas (Brazil).
- Ipéka-tapuya (Kumandene, Kumadá-Mnanei, Pato-tapuya, Ipeka-Tapuia).- Amazonas (Brazil).
- Irá-Tapuya (Mápa-dákenei, Mápanai)
- Katapolítani (Kataporitana, Kadaupuritana, Cadauapuritana, Kadawapurítana; Masters of the Cane)
- Káwa-tapúya (Kawa-Tapuya, Máulieni, Aini-Dákenei, Aini-dákenai; Grandchildren of the Wasp, Wasp-people).- Amazonas (Brazil).
- Kuatí-tapúya (Kuati-tapuya, Capite, Kapité-Mnanei, Coati, Quati)
- Padzoaliene (Payualiene, Paku-tapuya, Páka-Tapuya, Payoarini)
- Sucuriyu-Tapuya (Moriwene, Sukuriyu-tapuya)
- Siusy-Tapuya (Siusi-Tapuya).- Amazonas (Brazil).
- Tapiíra-tapúya (Hema-dákene)
- Waliperedakenai, Walipéri-dákenei

SIL navodi dijalekte hohodené (hohodena, kadaupuritana), siusy-tapuya (seuci, siuci, siusi) i lokalne skupine Hohodené, Kadaupuritana, Sucuriyu-Tapuya, Siusy-Tapuya, Irá-Tapuya, Kawá-Tapuya, Waliperedakenai (Ribeiro 1967).
Karútana
a. Nimuendajú (1950): 
Arara Tapuya
Urubú-tapúya.- Srodni s Wádzoli-dákenei.
Yawareté-tapuya (Yawareté-tapúya).- Srodni s Dzawi-Mnanei. Amazonas (Brazil).
Yurupari-tapúya. Amazonas (Brazil).
b. SIL uz navedene dodaje i dijalekte Adaru, Arara, Dzaui (Dzawi), Jauarete (Yawarete Tapuya), Jurupari (Yurupari Tapuya), Mapache, Uadzoli (Wadzoli), Urubu.
Adáru-Mnanei (Adáru-minanei; Masters of the macaw).- Amazonas (Brazil).
Dzawi-Mnanei (Dzawí-minanei, dzaui).- Amazonas (Brazil).
Mapache (Mapátse-dákenei).- Amazonas (Brazil).
Wádzoli-dákenei (Uadzoli).- Amazonas (Brazil).

## Jezik
Jeuik baniwa i njegovi dijalekti, te jezici vrlo srodnih Indijanaca Curripaco, Quirruba, Avani, etc. članovi su jezične porodice Arawakan. Ova grupa jezika i dijalekata raširena je sjeverno od rijeke Amazone u brazilskoj državi Amazonas.

## Populacija
Na području Brazila žive na rezervatima Terra Indígena Alto Rio Negro (općine Japura i São Gabriel da Cachoeira), Balaio (općina São Gabriel da Cachoeira), Médio Rio Negro I (općine São Gabriel da Cachoeira, Japura i Santa Izabel) i Médio Rio Negro II (općine São Gabriel da Cachoeira, Japura i Santa Izabel). 3.174 u Amazonasu

## Vanske poveznice
- Baniva[neaktivna poveznica]
- Research Results For 'Baniwa'  Arhivirana inačica izvorne stranice od 30. rujna 2007. (Wayback Machine)
- Baniwa indians handcraft
- Foto galerija